# Disclaimer II
Disclaimer II es el segundo álbum de la banda de Metal Alternativo Seether lanzado el 15 de junio de 2004 y es una recopilación del primer álbum de estudio de la banda Disclaimer. Esta versión, mejorada y ampliada, incluye 8 nuevos temas. La razón primordial del relanzamiento del Disclaimer fue el sencillo "Broken", originalmente una balada acústica, que fue remodelada a eléctrica y donde hacen dúo con Amy Lee. Fue certificado como álbum de Platino a nivel mundial y de Oro en Estados Unidos y Canadá.

## Lista de canciones
Todas las canciones están escritas por Shaun Morgan y Dale Stewart.

| Versión estándar |                                  |          |  |
| N.º              | Título                           | Duración |  |
| 1.               | «Gasoline»                       | 2:48     |  |
| 2.               | «69 Tea»                         | 3:31     |  |
| 3.               | «Fine Again»                     | 4:04     |  |
| 4.               | «Needles»                        | 3:26     |  |
| 5.               | «Driven Under»                   | 4:32     |  |
| 6.               | «Pride»                          | 4:07     |  |
| 7.               | «Sympathetic»                    | 4:10     |  |
| 8.               | «Your Bore»                      | 3:58     |  |
| 9.               | «Fade Away»                      | 3:52     |  |
| 10.              | «Pig»                            | 3:29     |  |
| 11.              | «Fuck It»                        | 2:58     |  |
| 12.              | «Broken»                         | 4:17     |  |
| 13.              | «Sold Me»                        | 3:40     |  |
| 14.              | «Got It Made»                    | 5:10     |  |
| 15.              | «Cigarettes»                     | 3:11     |  |
| 16.              | «Broken» (presentando a Amy Lee) | 4:18     |  |
| 61:31            |                                  |          |  |

| Edición de lujo |                                  |          |  |
| N.º             | Título                           | Duración |  |
| 1.              | «Gasoline»                       | 2:48     |  |
| 2.              | «69 Tea»                         | 3:31     |  |
| 3.              | «Fine Again»                     | 4:04     |  |
| 4.              | «Needles»                        | 3:26     |  |
| 5.              | «Driven Under»                   | 4:32     |  |
| 6.              | «Pride»                          | 4:07     |  |
| 7.              | «Sympathetic»                    | 4:10     |  |
| 8.              | «Your Bore»                      | 3:58     |  |
| 9.              | «Fade Away»                      | 3:52     |  |
| 10.             | «Pig»                            | 3:29     |  |
| 11.             | «Fuck It»                        | 2:58     |  |
| 12.             | «Broken»                         | 4:17     |  |
| 13.             | «Sold Me»                        | 3:40     |  |
| 14.             | «Cigarettes»                     | 3:11     |  |
| 15.             | «Love Her»                       | 4:11     |  |
| 16.             | «Take Me Away»                   | 3:55     |  |
| 17.             | «Got It Made»                    | 5:10     |  |
| 18.             | «Out of My Way»                  | 3:51     |  |
| 19.             | «Hang On»                        | 3:11     |  |
| 20.             | «Broken» (presentando a Amy Lee) | 4:18     |  |
| 75:39           |                                  |          |  |

## Personal
- Shaun Morgan – guitarra, voz
- Dale Stewart – bajo
- Pat Callahan – guitarra adicional
- Josh Freese – batería (temas del 1 al 12)
- John Humphrey – batería (temas del 13 al 17 y 20)
- Dave Cohoe – batería (tema 18)
- Nick Oshiro – batería (tema 19)

- Datos: Q593595